# Желеховский, Владислав Антонович
Владислав Антонович Желеховский (19 декабря 1843, Санкт-Петербург, Российская империя — 7(20) мая 1918, Петроград, РСФСР) — российский юрист и государственный деятель. Член Сената Российской империи с 1893 по 1917 год.

## Биография
Родился в 1884 году в дворянской семье. 14 мая 1863 года окончил Императорское училище правоведения. После окончания училища занимал должность товарища прокурора Тверского окружного суда.
В 1868 году был переведён в Санкт-Петербург, где занял пост товарища прокурора Санкт-Петербургского окружного суда. Спустя четыре года он, в качестве исправляющего должность губернского прокурора, был командирован в Эстляндскую губернию. В том же 1872 году Желеховский получил повышение в Санкт-Петербурге, заняв должность товарища председателя окружного суда.
В 1876 году ему был пожалован пост товарища обер-прокурора Уголовного кассационного департамента в российском Сенате. На новой должности он в качестве государственного обвинителя участвовал в политических судебных процессах (Процесс 193-х, Процесс 17-ти и т. п.). Именно за участие в «процессе 193-х» в январе 1878 года российской революционеркой Марией Коленкиной была предпринята неудачная попытка убийства Желеховского. Был членом консультации при Министерстве юстиции и обер-прокурором 5-го Департамента Правительствующего Сената.
В 1892 году участвовал в комиссии по пересмотру законов о судопроизводстве по делам о преступлениях и проступках.
Был первоприсутствующим сенатором общего собрания кассационных Департаментов, в высшем дисциплинарном присутствии и в уголовном кассационном Департаменте Сената. Также имел чин действительного тайного советника.
После Февральской революции Временным правительством освобождён от должности. Умер 7 мая 1918 года.